# Fernão Lopes de Castanheda
Fernão Lopes de Castanheda (Santarém, v.1500-Coimbra, 1559) est un historien et explorateur portugais.

## Biographie
Fils naturel d'un officier royal, il accompagne son père dans l'Inde portugaise et aux Moluques dès 1528. Il va l'explorer pendant une vingtaine d'années.
Devenu garde des archives de l'université de Coimbra, il publie en 1551 son Histoire de la découverte et de la conquête des Indes qui fut traduite en Français par Nicolas de Grouchy en 1553.